# Machuchal (Santurce)
|                                                  |                                                         |
| Coordenadas                                      | 18°26′59″N 66°3′31″O / 18.44972, -66.05861              |
| Entidad • País • Territorio • Municipio • Barrio | Sub-barrio Estados Unidos Puerto Rico San Juan Santurce |
| Superficie                                       | 0,14 km² (0,05 mi²)                                     |
| Población • Densidad poblacional                 | 1.212 (2000) 8.656,6 km² (22.420,6 mi²)                 |

Machuchal es uno de los cuarenta “sub-barrios” del barrio Santurce en el municipio de San Juan, Puerto Rico. De acuerdo al censo del año 2000, este sector contaba con 1.212 habitantes y una superficie de 0,14 km².